# Naturschutzgebiet Westerholt
Das Naturschutzgebiet Westerholt liegt auf dem Gebiet der kreisfreien Stadt Remscheid in Nordrhein-Westfalen. Das Gebiet erstreckt sich nordöstlich der Kernstadt von Remscheid und westlich von Lennep. Westlich des Gebietes verläuft die A 1 und südlich die B 229. Durch den südlichen Teil des Gebietes hindurch fließen der Diepmannsbach und der ihm zufließende Rotzkottener Bach, südwestlich erstreckt sich das etwa 28,9 ha große Naturschutzgebiet Tenter Bach und Bökerbach.

## Bedeutung
Das etwa 44,7 ha große Gebiet wurde im Jahr 1995 unter der Schlüsselnummer RS-006 unter Naturschutz gestellt. Bei diesem Naturschutzgebiet handelt es sich um einen strukturreichen, überwiegend als Grünland genutzten und durch Gehölzstrukturen gegliederten Bereich.
Die Schutzausweisung erfolgt vor allem zum Erhalt des strukturreichen Biotopkomplexes aus Grünland, Acker, Gehölzstreifen und -gruppen, Hecken, Einzelbäumen, Baumgruppen und -reihen, Fließ- und Stillgewässer als Relikt der bäuerlichen Kulturlandschaft der bergischen Hochflächen sowie zur Erhaltung eines für den bergischen Ballungsraum einmaligen Sekundärfeuchtbiotops aus einer Gruppe teilweise verlandeter Teiche und ehemaligen Rieselfeldern mit Röhrichten, Seggenriedern und Sumpfgebüschen. Weiterhin soll die Ausweisung der Erhaltung des Lebens-, Rückzugs- und Regenerationsraumes für zahlreiche gefährdete Tierarten wie zum Beispiel Zwerg- und Wasserfledermaus, Dorngrasmücke, Erlenzeisig, Kleinspecht, Neuntöter, Teichrohrsänger, Wasseramsel und Eisvogel dienen.
Insbesondere die folgenden Strukturen und Lebensräume sind mitsamt ihren spezifischen Lebensgemeinschaften zu erhalten und zu sichern: Quellbereiche, Grünlandbiotope, Brachflächen, naturnahe Bachtalabschnitte, bachbegleitender Erlenbruchwald, die landschaftsprägende Allee, Einzelbäume, Baumreihen und -gruppen sowie Heckenstrukturen und Raine als Biotopvernetzungselemente. Eine besondere Bedeutung haben die Krimlinden-Baumallee zum Gut Westholt.
Beeinträchtigt wird das Naturschutzgebiet durch einen Neophytenbestand (Herkulesstauden) am unteren Rotzkottener Bach und auf dem Damm des unteren Teiches. Es bestehen Bemühungen, das Problem einzudämmen.

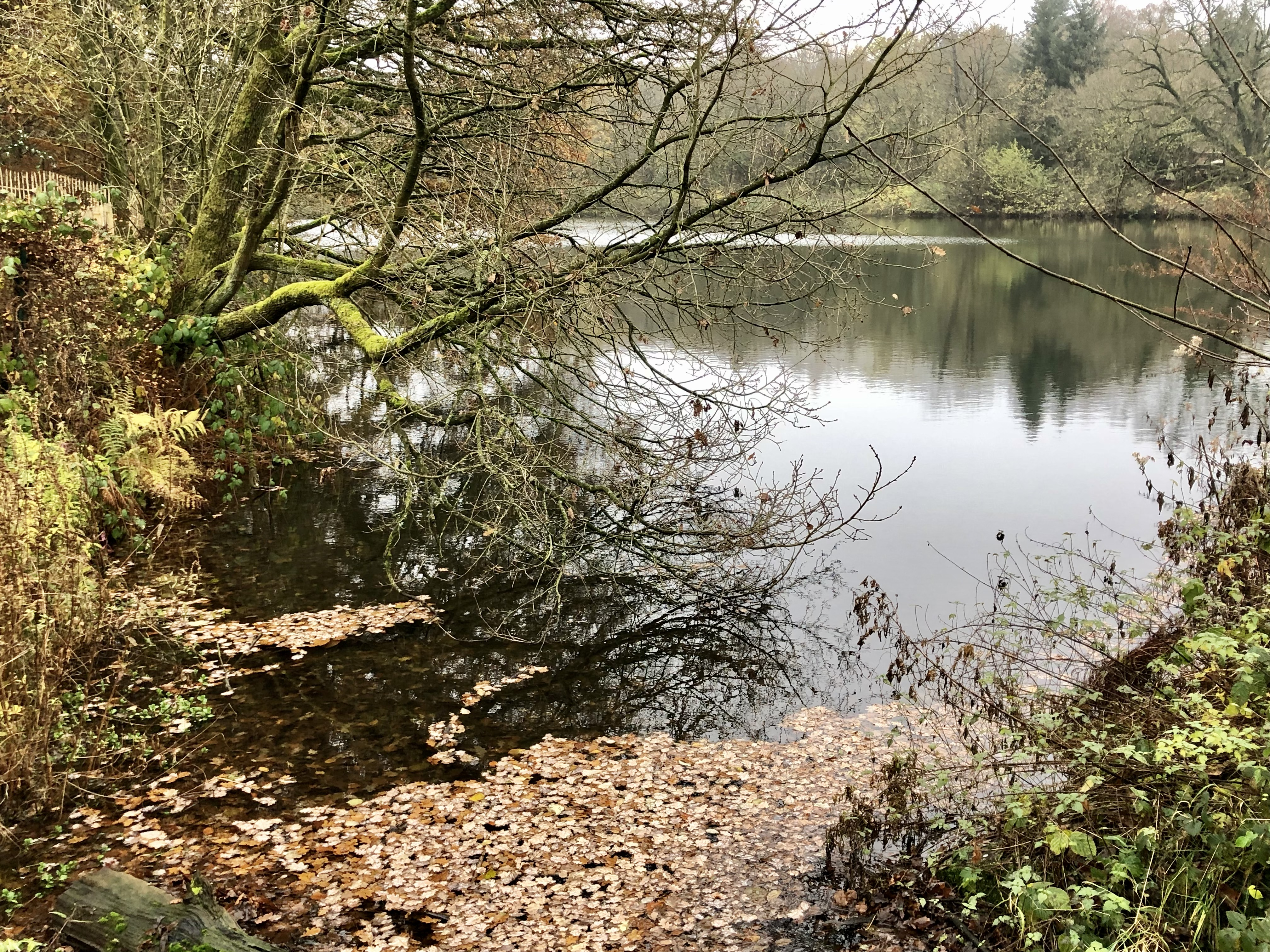
Rotzkottener Teich im Herbst
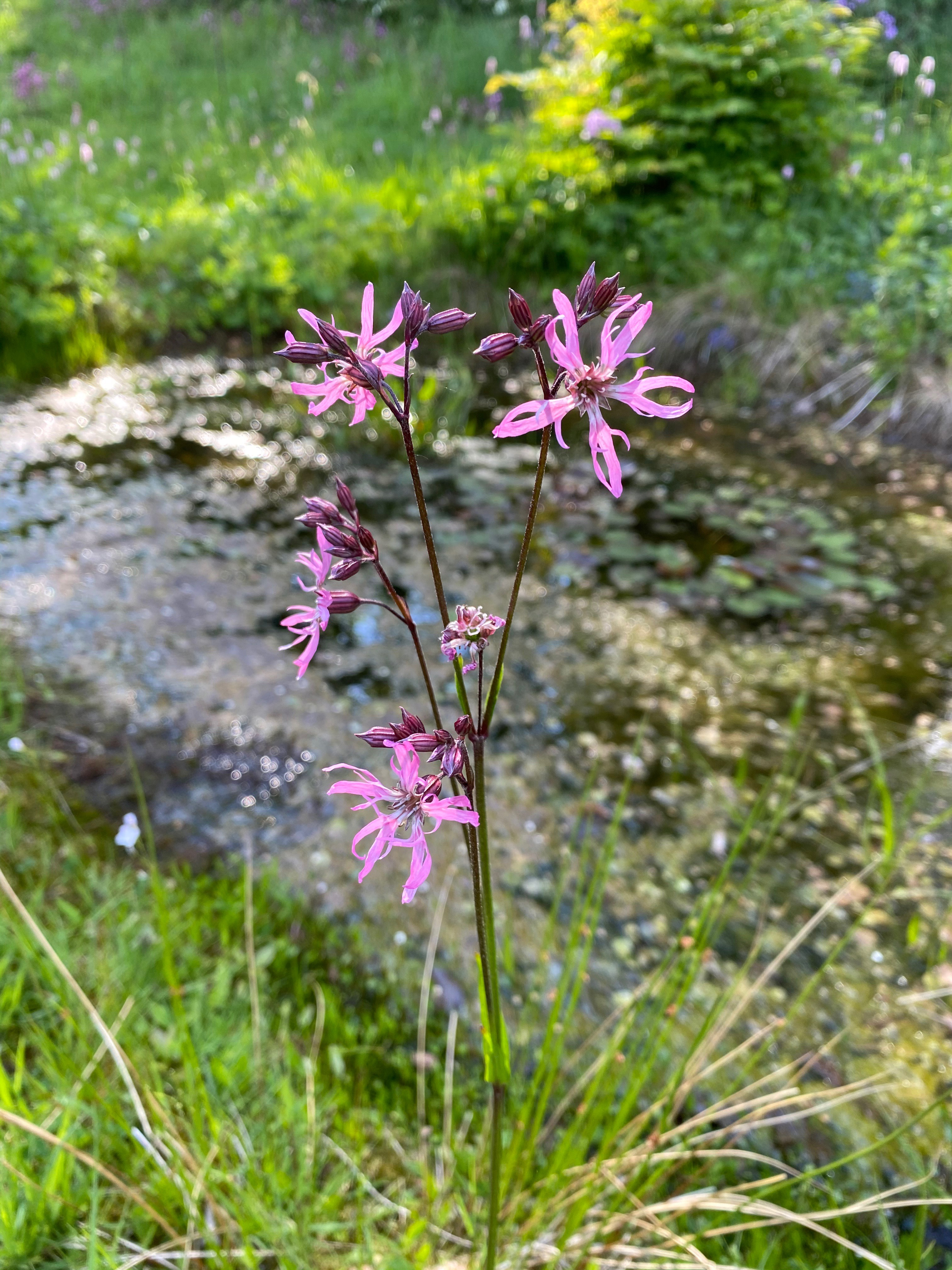
Kuckucks-Lichtnelke (Lychnis flos-cuculi)
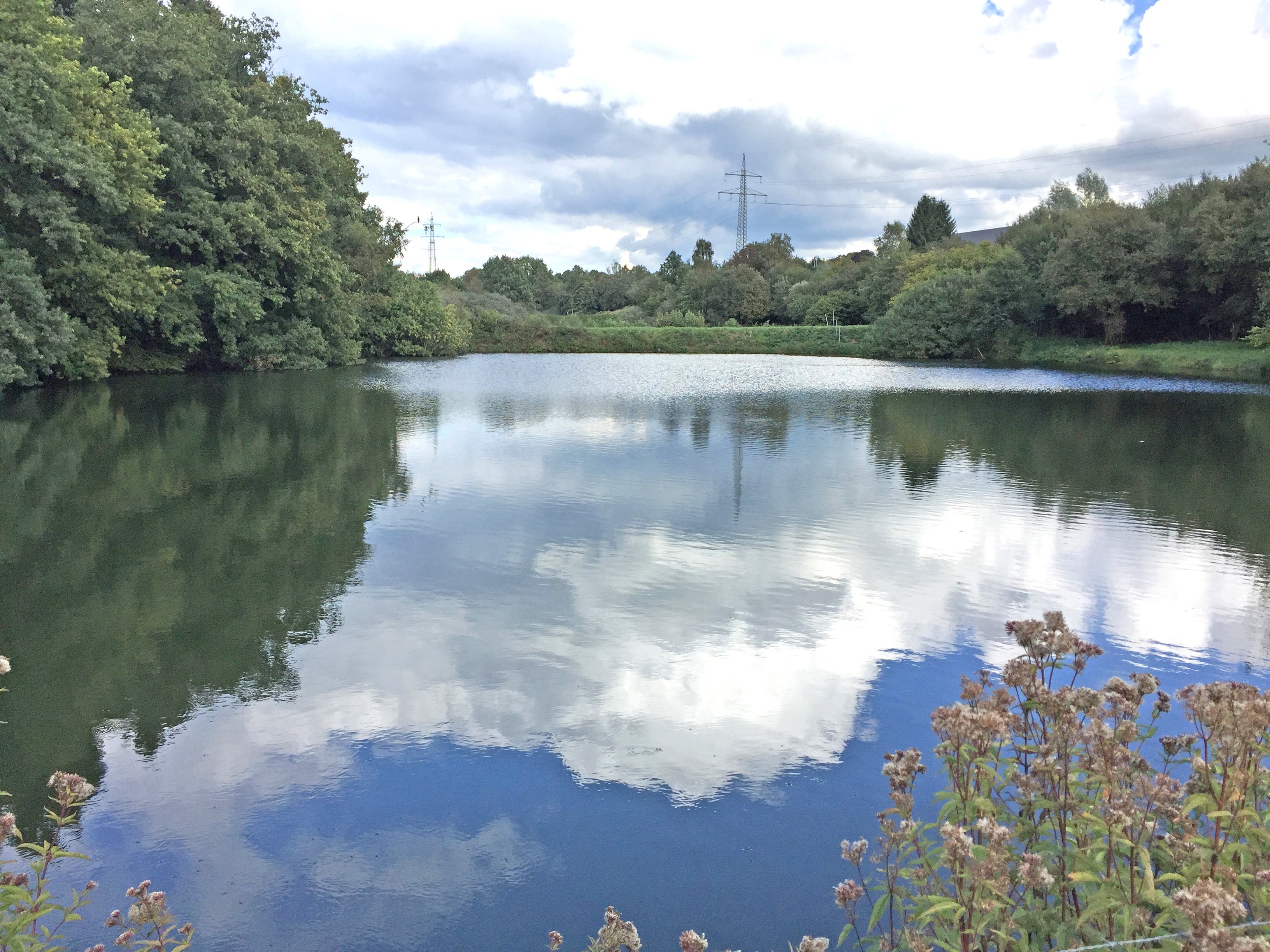
Unterer Rotzkottener Teich
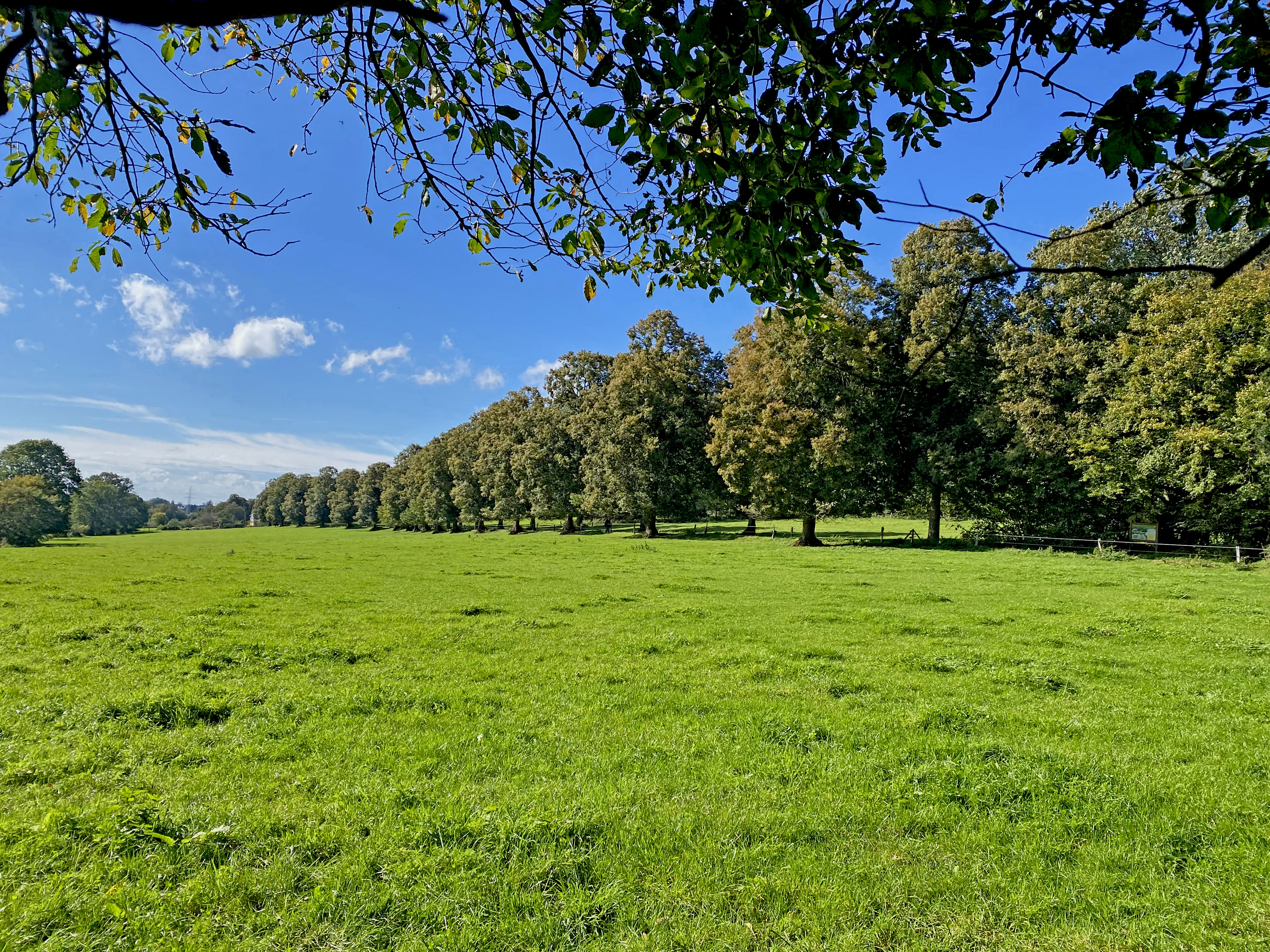
Krimlinden-Allee zur Hofschaft Westerholt
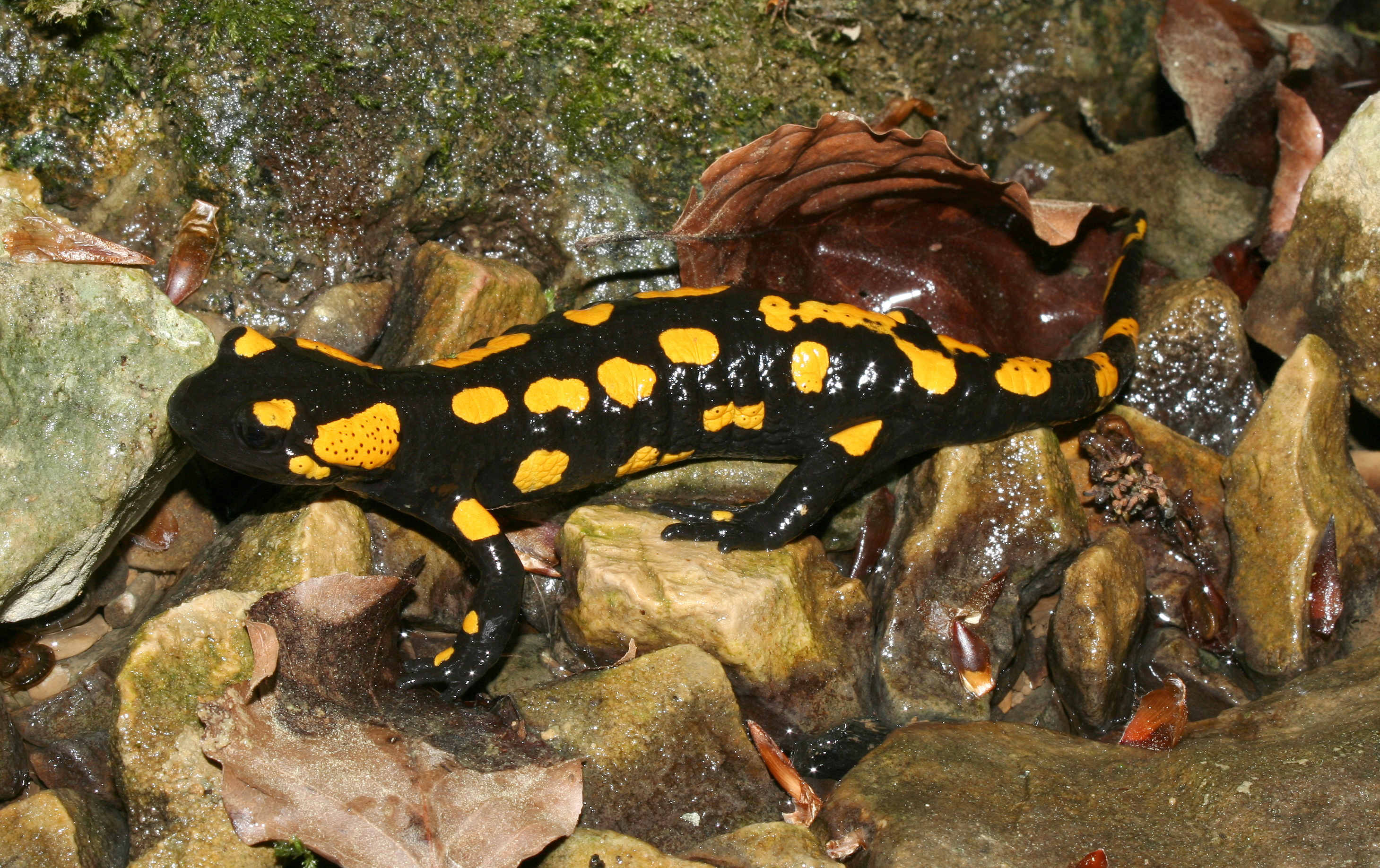
Feuersalamander (Salamandra salamandra)
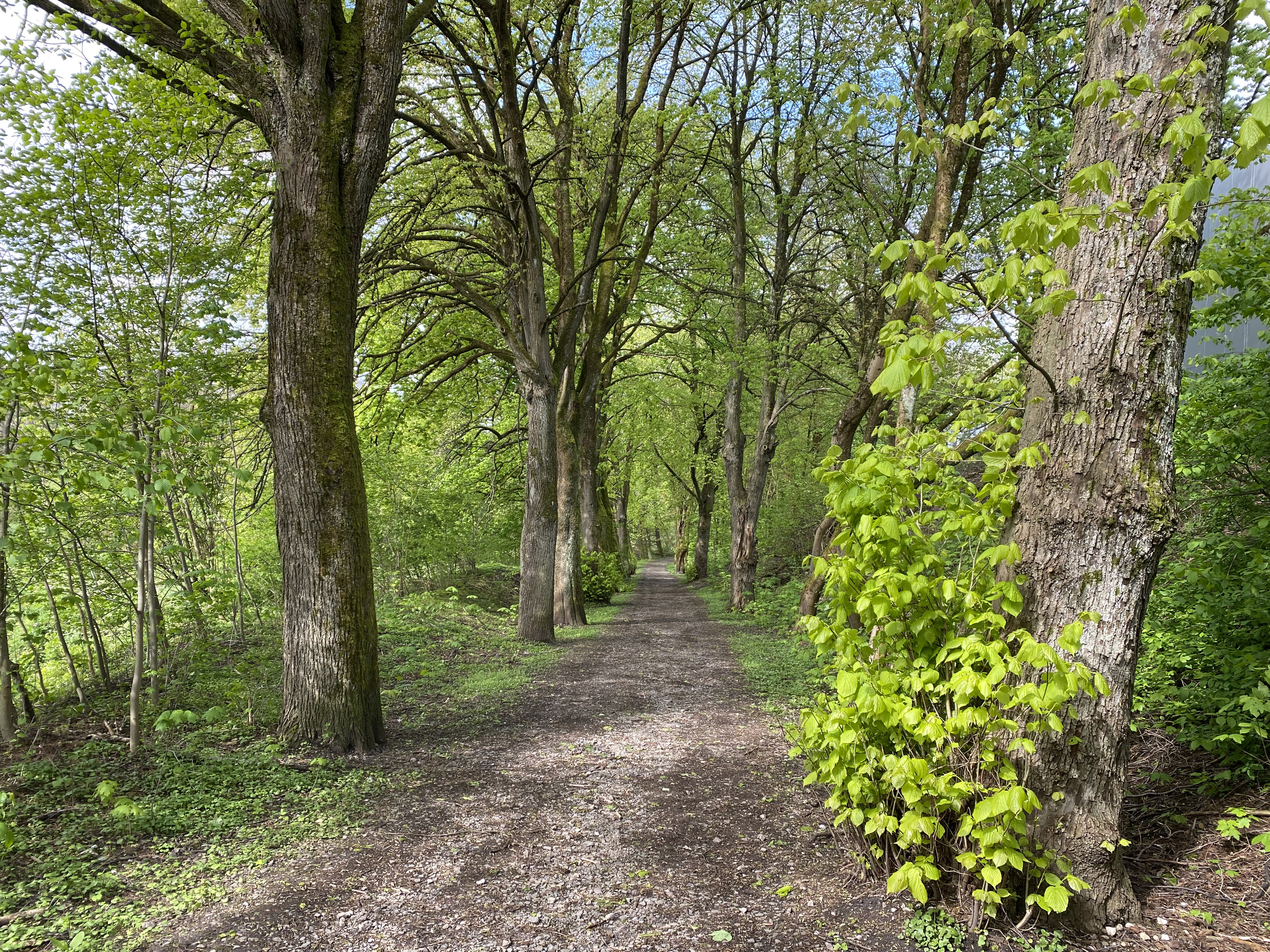
Linden-Allee entlang der Rieselfelder u. Rotzkottener Bach (links)
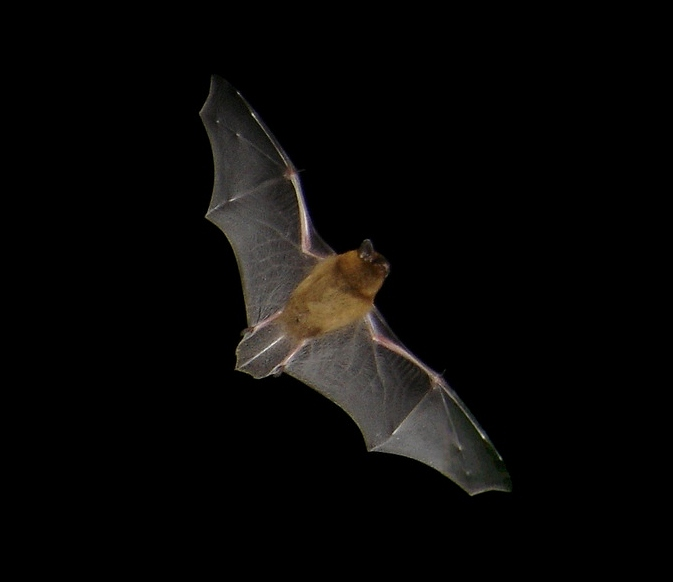
Zwergfledermaus (Pipistrellus pipistrellus)
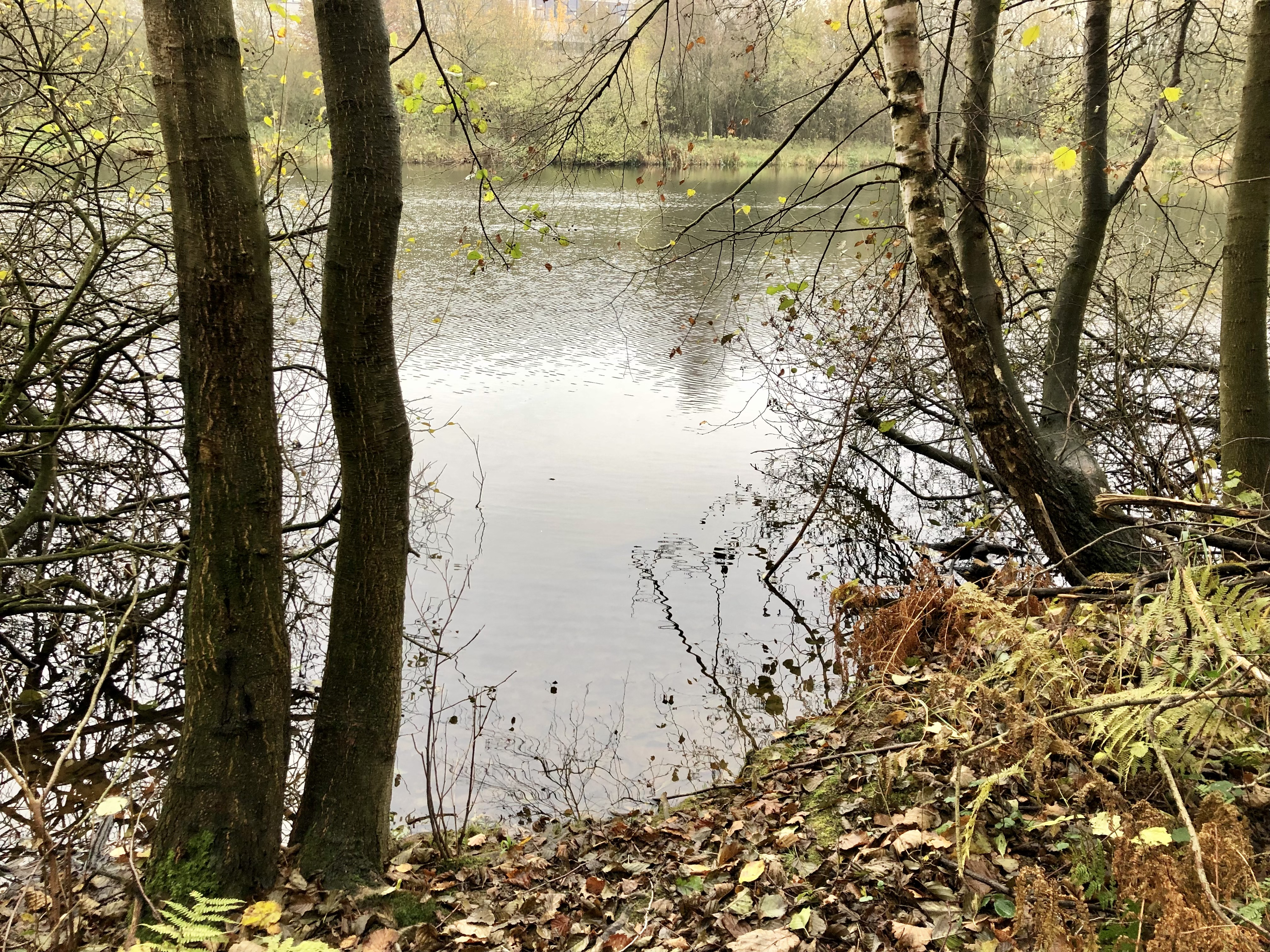
Mittlerer Rotzkottener Teich
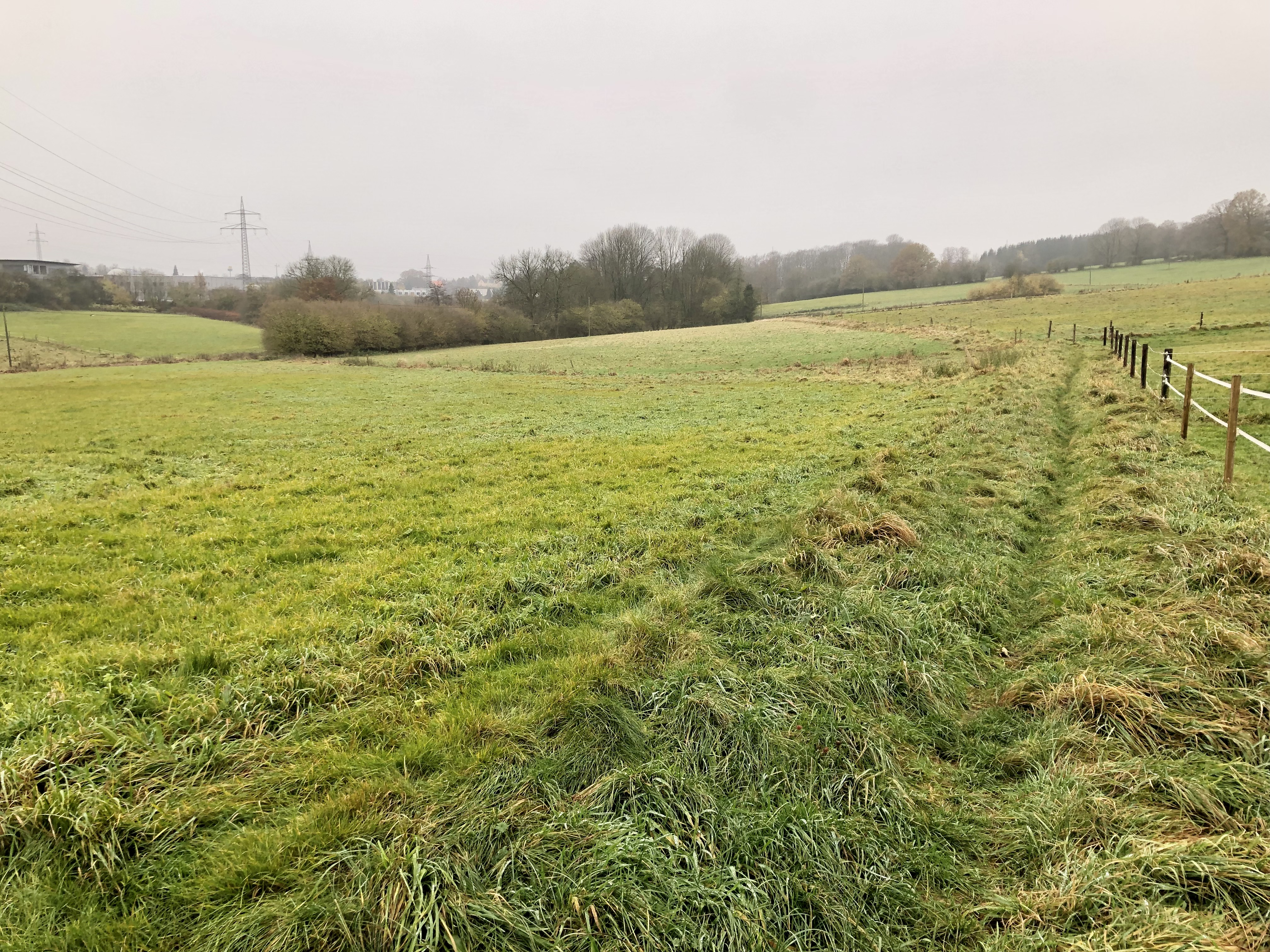
Quellgebiet Diepmannsbach (links)
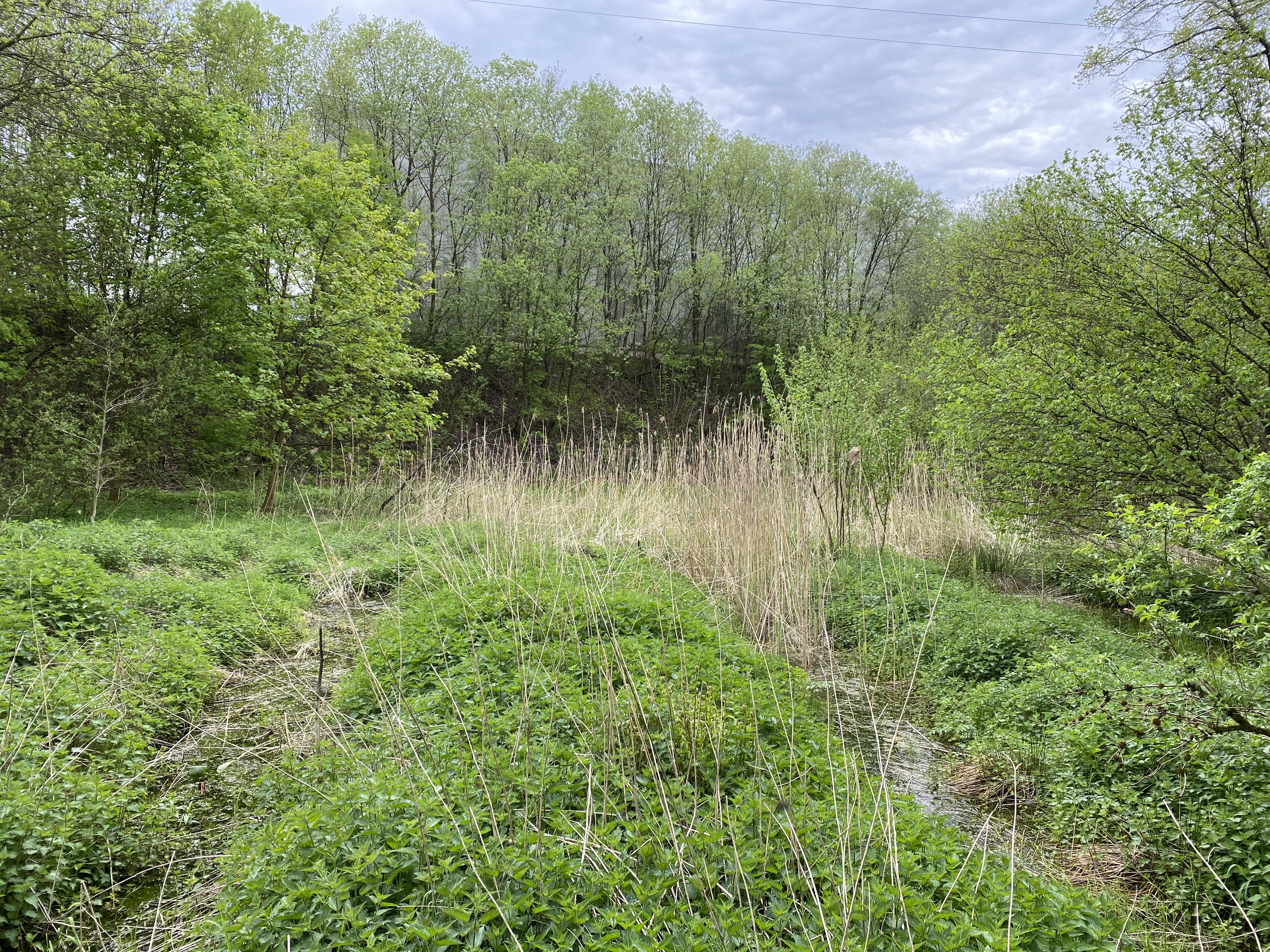
ehem. Rieselfelder